# Condado de Washington (Arkansas)
El condado de Washington (en inglés: Washington County) es un condado en el estado estadounidense de Arkansas. En el censo de 2000 el condado tenía una población de 157 715 habitantes. La sede de condado es Fayetteville. Fue el 17° condado de Arkansas, siendo fundado el 17 de octubre de 1828. Fue nombrado en honor a George Washington, el primer Presidente de los Estados Unidos. El condado forma parte del área metropolitana de Fayetteville–Springdale–Rogers.

## Geografía

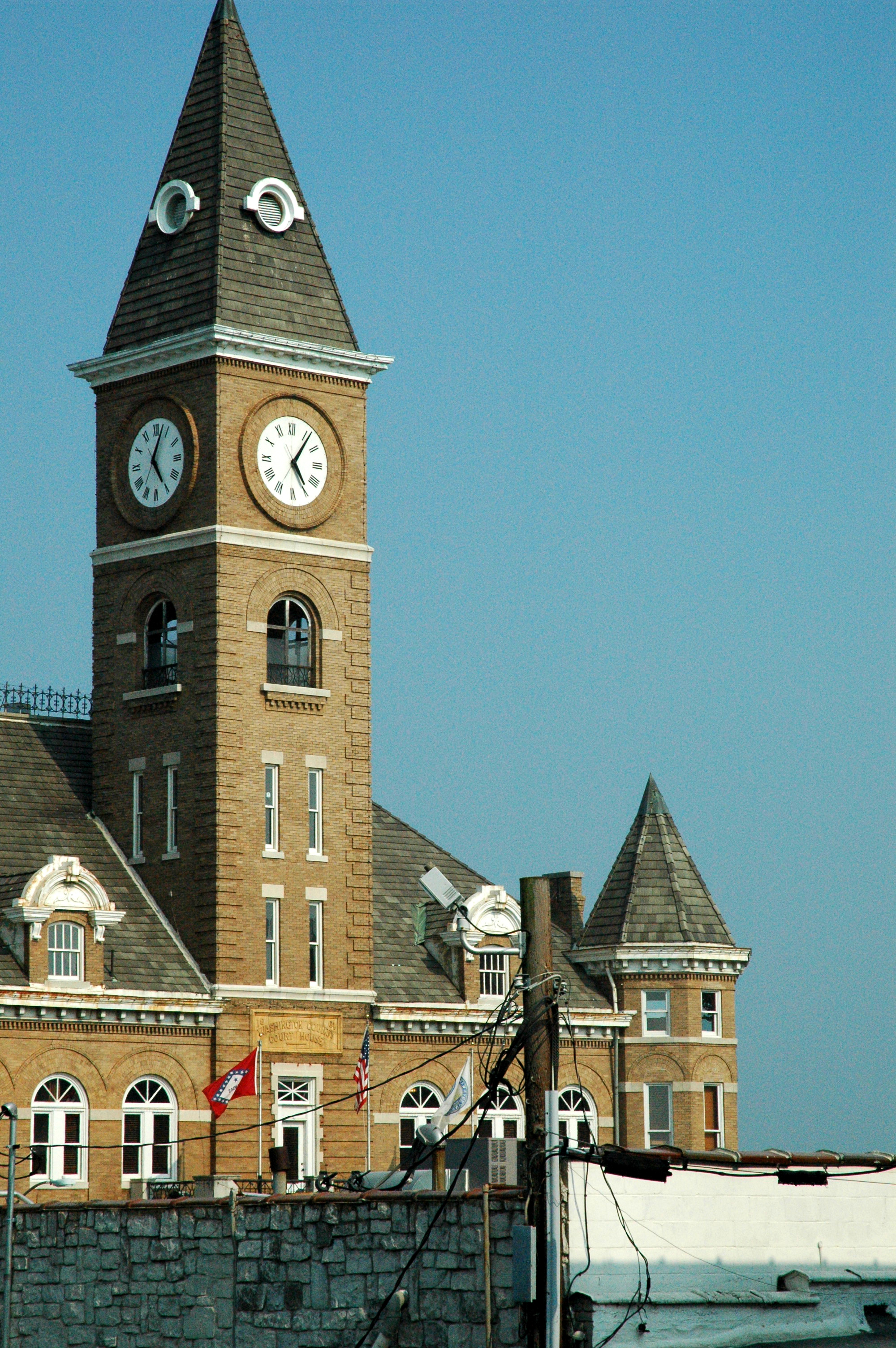
Juzgado del condado de Washington en Fayetteville.

Según la Oficina del Censo, el condado tiene un área total de 2476 km² (956 sq mi), de la cual 2460 km² (950 sq mi) es tierra y 16 km² (6 sq mi) (0,66%) es agua.

### Condados adyacentes
- Condado de Benton (norte)
- Condado de Madison (este)
- Condado de Crawford (sur)
- Condado de Adair, Oklahoma (oeste)

### Áreas nacionales protegidas
- Ozark-St. Francis National Forest

## Autopistas importantes
- Interestatal 49
- U.S. Route 62
- U.S. Route 71
- U.S. Route 412
- Ruta Estatal de Arkansas 16
- Ruta Estatal de Arkansas 45
- Ruta Estatal de Arkansas 59
- Ruta Estatal de Arkansas 74

## Demografía
En el  censo de 2000, hubo 157 715 personas, 60. 151 hogares, y 39 459 familias residiendo en el condado. La densidad poblacional era de 166 personas por milla cuadrada (64/km²). En el 2000 había 64 330 unidades unifamiliares en una densidad de 68 por milla cuadrada (26/km²). La demografía del condado era de 88,00% blancos, 2,24% afroamericanos, 1,25% amerindios, 1,54% asiáticos, 0,53% isleños del Pacífico, 4,26% de otras razas y 2,17% de dos o más razas. 8,20% de la población era de origen hispano o latino de cualquier raza. 
La renta promedio para un hogar del condado era de $34 691 y el ingreso promedio para una familia era de $42 795. En 2000 los hombres tenían un ingreso per cápita de $29 428 versus $21 769 para las mujeres. La renta per cápita para el condado era de $17 347 y el 14,60% de la población estaba bajo el umbral de pobreza nacional.

## Ciudades y pueblos
| - Elkins - Elm Springs - Farmington - Fayetteville | - Goshen - Greenland - Johnson | - Lincoln - Prairie Grove - Springdale | - Tontitown - West Fork - Winslow |